# ジャンフランソワ・ベルナール

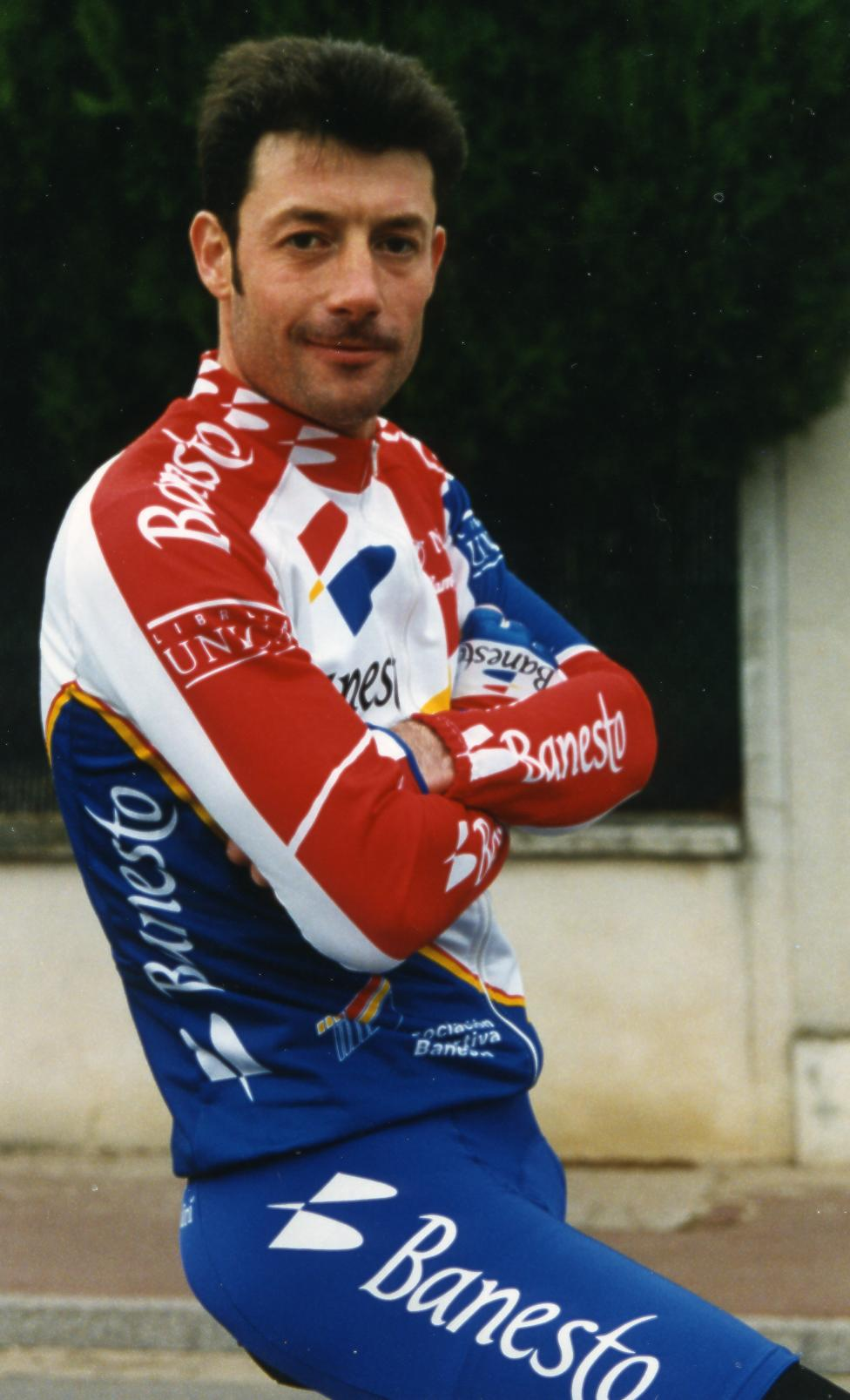
ジャンフランソワ・ベルナール

ジャンフランソワ・ベルナール（Jean-François Bernard、1962年5月2日 - ）は、フランス・ニエーヴル県・リュズィ出身の元自転車競技（ロードレース）選手。

## 経歴
1983年、国内選手権・アマチュアロードレース優勝。
1984年、ベルナール・イノーが中心となって結成された、ラ・ヴィ・クレールと契約を結んでプロ転向。1986年、ツール・メディテラネアン総合優勝、ドーフィネ・リベレで区間2勝を挙げた実績が評価されて、ツール・ド・フランスに初出場。区間1勝を挙げ、総合12位に入った。
1987年、パリ〜ニース総合2位。ジロ・デ・イタリアでは区間1勝を挙げた。さらに、不慮の事故により、同年のツール・ド・フランスに参加できなくなったチームメイトのグレッグ・レモンの代役として、ラ・ヴィ・クレールからチーム名称が変わった東芝のリーダーとして参加。第18ステージに組まれた、モン・ヴァントゥがゴールの個人タイムトライアル(ITT)において、序盤の平坦地点と、モン・ヴァントゥへ向かう山岳地点とで、自転車を変えて走るという作戦を実らせ区間優勝。さらに同ステージ終了後総合首位に立ち、マイヨ・ジョーヌを奪取した。しかし、このステージにおける劇走がたたって翌19ステージで凡走したため、わずか1日でマイヨ・ジョーヌを手放した。しかしながらその後も総合優勝争いに踏みとどまり、最終ステージひとつ手前の第24ステージのITTも制し、総合優勝のステファン・ロッシュに2分13秒差の3位と健闘した。
1988年、レモンがP.D.Mに移籍したことから、名実ともに東芝のリーダーとして君臨。同年のジロ・デ・イタリアでは第3ステージまでマリア・ローザを着用。また、第1、8、15ステージを制したが、序盤ステージで遭遇したクラッシュ事故の影響を受け、リタイアを余儀なくされた。ジロで負った怪我が完全に癒えないまま参加した同年のツール・ド・フランスでは全く精彩を欠き途中棄権。加えて翌1989年には、左膝等の手術のため、ほとんどレースに出ることさえできなかった。
1990年も怪我の影響が完全に癒えず、ブエルタ・ア・エスパーニャでこそ区間1勝を挙げたが、ツール・ド・フランスでは途中棄権。さらに、ローラン・ジャラベールの台頭が明確化したこともあり、同年限りで東芝を退団した。
1991年、ペドロ・デルガドを筆頭に、台頭著しいミゲル・インドゥラインが在籍するバネストに移籍。ツール・ド・フランスでは、途中ステージからデルガドとともにインドゥラインのアシストに回り、インドゥラインの初の総合優勝に貢献する形となった。
1992年、パリ〜ニースとクリテリウム・アンテルナシオナルで総合優勝を果たした。
バネストには1994年まで在籍。その後、1995年にシャザル、1996年にアグリジェル＝ラ・クルーズに在籍し、1996年限りで引退した。
現在はレキップ紙のアドバイザーおよび、レキップTV並びにユーロスポートの解説者を務めている。
息子のジュリアンもプロロードレース選手である。